# Gerd Küveler

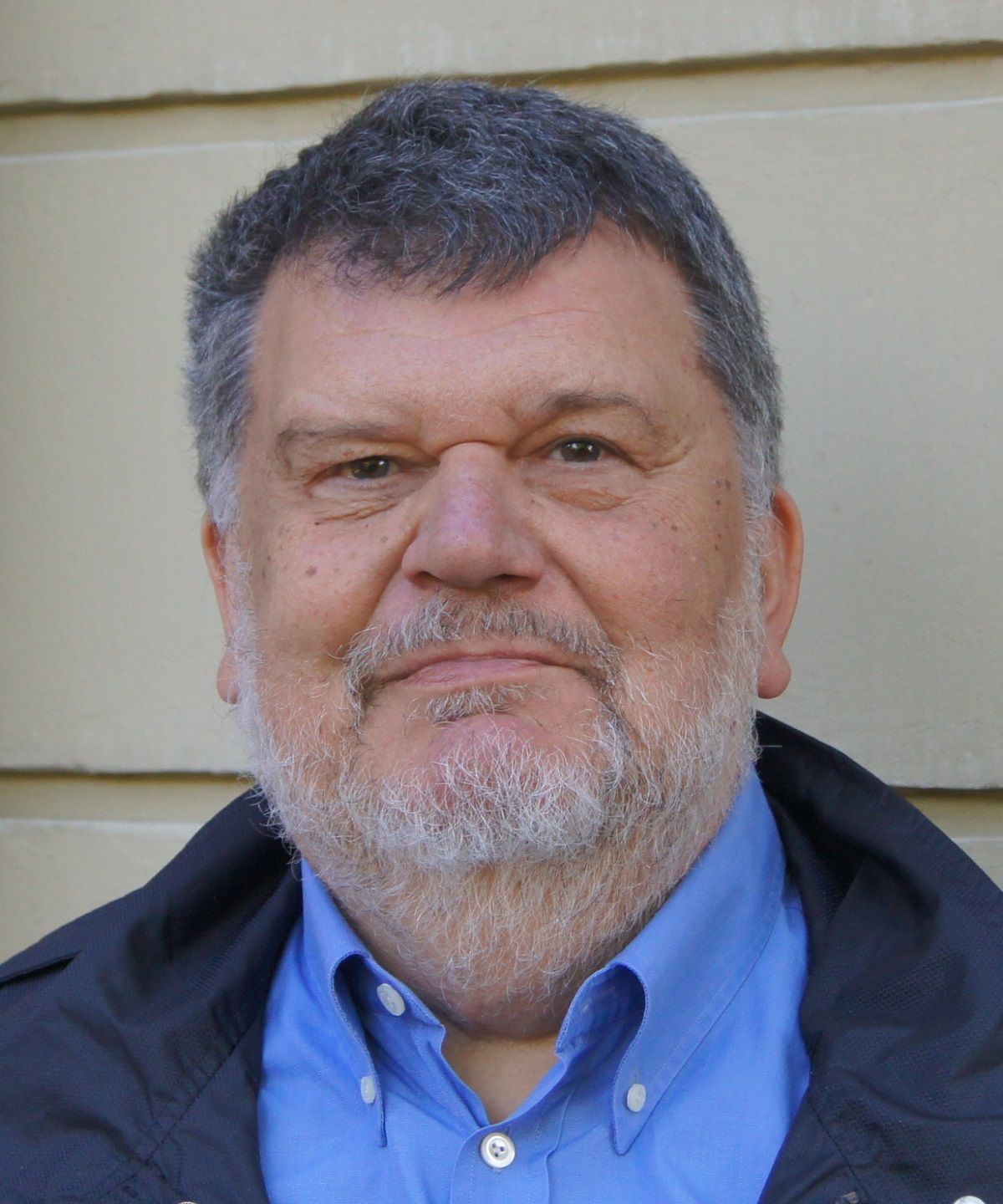
Gerd Küveler (2018)

Gerd Küveler (* 3. Januar 1950 in Gummersbach; † 14. September 2020 in Glashütten (Taunus)) war ein deutscher Astronom, Professor für Informatik und Autor zu Science-Fiction-Themen.

## Leben und Beruf
Küveler absolvierte 1968 bis 1972 ein Studium an der Fachhochschule für Finanzwirtschaft in Schloss Nordkirchen und war auch kurzzeitig als Steuerinspektor tätig. 1968 richtete er in Gummersbach ein kleines Observatorium für Mondbeobachtungen ein und gründete den Verein „Sternwarte Gummersbach“. Sein Gummersbacher Mondprogramm wuchs zu einem Netzwerk mit mehr als 200 Amateurastronomen im deutschen Sprachraum.  Von 1972 bis 1979 studierte er Physik mit Hauptfach Astronomie in Münster und Göttingen. Bis 1985 war er wissenschaftlicher Mitarbeiter der Universitätssternwarte Göttingen. 1982 wurde er im Fachbereich Physik promoviert.
1985 bis 1989 war Küveler als Regierungsrat Dezernent für Umweltdatenverarbeitung und nebenamtlicher Dozent für Informatik am Landesamt für Datenverarbeitung und Statistik Nordrhein-Westfalen in Düsseldorf. Im Jahr 1989 erfolgte die Berufung zum Professor an der Fachhochschule Wiesbaden (seit 2009 Hochschule RheinMain) im Fachgebiet Informatik für Ingenieure. Von April 2001 bis März 2004 war Küveler Dekan im Fachbereich 08 – Mathematik, Naturwissenschaften, Datenverarbeitung und Umwelttechnik. Seit 2007 leitete er das Institut für Automatisierungsinformatik am Campus Rüsselsheim am Main. Er ist Verfasser mehrerer Informatik-Lehrbücher.
In Zusammenarbeit mit dem Istituto Ricerche Solari Locarno (IRSOL) und dem deutsch-spanischen Sonnenobservatorium auf Teneriffa hat Küveler Geräte für astronomische Anwendungen entwickelt. Er war Mitglied der Astronomischen Gesellschaft. Sein besonderes Interesse galt den Wechselwirkungen zwischen Science-Fiction und Wissenschaft. Regelmäßig waren Aufsätze von ihm in der Zeitschrift „Nautilus“ des Jules-Verne-Clubs zu lesen.
Gerd Küveler war verheiratet. Der Journalist Jan Küveler ist sein Sohn.

## Schriften
Fachbücher
- Einsatz eines zweidimensionalen Diodenarrays zur spektroskopischen Erfassung solarer Geschwindigkeitsfelder. Geschwindigkeitsfelder individueller Supergranulen. Dissertation, Göttingen 1982.
- Informatik für Ingenieure und Naturwissenschaftler. Band 1 Grundlagen. Wiesbaden, 6. Auflage 2009.
- Informatik für Ingenieure und Naturwissenschaftler. Band 2 PC- und Mikrocomputertechnik, Rechnernetze. Wiesbaden, 5. Auflage 2007.
- UNIX für Einsteiger. Düsseldorf, Data-Becker, 1. Auflage 1988.
- Arbeitsbuch Informatik. Braunschweig, Vieweg, 1996
- C/C++ für Studium und Beruf. Wiesbaden, Springer Vieweg, 2017.

Science-Fiction
- mitwirkend bei: Fachhochschule Wiesbaden (Hrsg.): Zukunft gestern. Wie man sich früher die Zukunft vorstellte. Kommentierter Katalog mit einem Essay zur Ausstellung Alter Science-fiction- und Zukunftsliteratur im Rahmen der Rüsselsheimer Hochschultage 1995. Wiesbaden 1995.

Kindersachbuch
- Gerd Küveler erzählt vom Sonnensystem. Hamburg, Oetinger 1992.

### Aufsätze
- Moonblink in Aristarch: Erste Ergebnisse des Mondprogramms. In: Sterne und Weltraum. Vol. 11 (1972), Heft 7, S. 192.
- Internationales Mondprogramm der Sternwarte Gummersbach – Lunar Transient Phenomena 1972. In: Sterne und Weltraum. Vol. 12, 1973, Heft 7/8, S. 231.
- Von Orbis Pictus bis Jules Verne. In: ASTRONOMIE + RAUMFAHRT im Unterricht. 33. Jahrgang, Heft 2/96, S. 36–37.
- Buchbeiträge in: Wunschwelten. Zürich, Chronos Verlag 2000.
  - Die Telefunkerei zum Mars.
  - Das Telefon in der Westentasche.
  - Jules Vernes praktische Visionen.
- Jules Verne und seine Astro-Romane als Comic. In: G. Wolfschmidt (Hrsg.): Popularisierung der Astronomie. Nuncius Hamburgensis – Beiträge zur Geschichte der Naturwissenschaften Band 41. Hamburg 2017. S. 518–534.
- Welt Online: Nachruf auf einen Gauner. (Henry Jaeger; 4. Februar 2010)